# Maria Loboda
Maria Loboda (* 1979 in Krakau) ist eine polnische Installationskünstlerin.

## Leben und Werk
Maria Loboda studierte von 2003 bis 2008 bei Mark Leckey an der Staatlichen Hochschule für Bildende Künste – Städelschule in Frankfurt am Main. Sie arbeitet mit Bezügen zu Literatur, Musik und Kunst, Mystik und Volksglauben. Loboda arbeitet mit Täuschungen, sowie mit verschlüsselten Botschaften und Bedeutungen. Ihre Skulpturen, Installationen und Collagen, die im ersten Moment gefällig wirken, stehen inhaltlich oft in bewusstem Gegensatz zu ihrer Präsentationsform. Ihre künstlerische Strategie entspricht dem Prinzip der Collage.

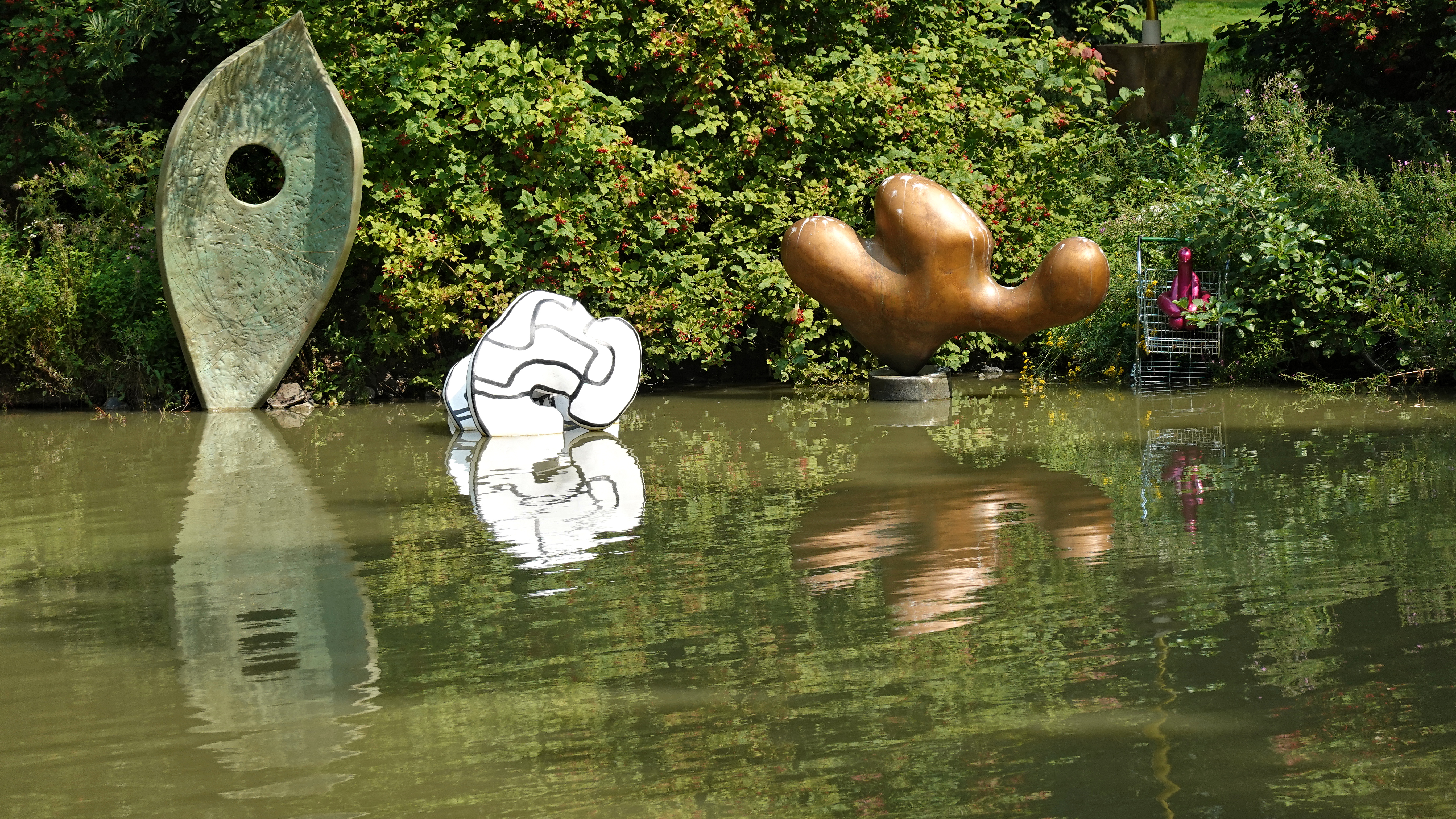
"The Year of Living Dangerously", Installation im Kurpark Bad Homburg im Rahmen der "14. Blickachsen-Ausstellung"

## Ausstellungen (Auswahl)

### Einzelausstellungen
- 2010: New Thoughts, Old Forms Bielefelder Kunstverein, Bielefeld
- 2014: The Beasts, Museo Reina Sofía, Madrid
- 2014: Dead Guardian/Tote Wächter, Kunstverein Braunschweig, Braunschweig[4]
- 2017: Maria Loboda: Havoc in the Heavenly Kingdom, Kunsthalle Basel[5]

### Gruppenausstellungen
- 2012: This Work is Dedicated to an Emperor/Dieses Werk ist einem Kaiser gewidmet, dOCUMENTA (13), Kassel